# 岳武穆祠
岳武穆祠位于江苏省泰州市海陵区老城区泰山公园内泰山顶上，供奉岳飞（曾任通泰镇抚使兼知泰州）。明万历十年（1582），泰州兵备副使舒大猷以原泰山祠改建而成。2009年进行落架大修复原，沿用朱门、黄墙的江南寺庙风格，在大殿东墙内发现两块岳飞手书的石碑。2019年3月20日，岳武穆祠公布为第八批江苏省文物保护单位。